# Hamingia pacifica
Hamingia pacifica is een lepelworm uit de familie Bonelliidae.
De wetenschappelijke naam van de soort werd in 1993 gepubliceerd door R. Biseswar.